# Geranomyia macta
Geranomyia macta är en tvåvingeart som först beskrevs av Alexander 1945.  Geranomyia macta ingår i släktet Geranomyia och familjen småharkrankar. Inga underarter finns listade i Catalogue of Life.